# Filsum
Filsum település Németországban, azon belül Alsó-Szászország tartományban. Lakosainak száma 2199 fő (2023. december 31.). Filsum Uplengen és Detern községekkel határos.

## Népesség
A település népességének változása:
| Lakosok száma | 2133 | 2135 | 2141 | 2179 | 2221 | 2199 |
|               | 2016 | 2017 | 2019 | 2021 | 2022 | 2023 |